# Samuel Liddell MacGregor Mathers

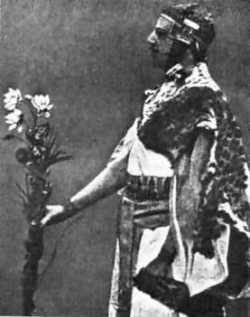
Samuel Liddell MacGregor Mathers.

Samuel Liddell (o Liddel) "MacGregor" Mathers, nacido como Samuel Liddell (8 de enero de 1854 – 20 de noviembre de 1918), fue un ocultista británico. Es conocido principalmente por ser uno de los fundadores de la Orden Hermética de la Aurora Dorada, una orden mágica ceremonial con ramificaciones existentes todavía hoy.

## Biografía
Nació el 8 o el 11 de enero de 1854 en Londres, Inglaterra, bajo el signo astrológico de Capricornio. Su padre, William M. Mathers, murió cuando Samuel Liddell era todavía adolescente. Su madre, cuyo apellido de soltera era Collins, murió en 1885. Él estudió en el instituto Bedford School, trabajando posteriormente en Bournemouth, en el condado de Sussex, como oficinista, antes de mudarse a Londres tras la muerte de su madre.
El estilo de vida de Mathers era inusual en su tiempo y frisaba a menudo con la excéntricidad. Cambió su apellido por el de "MacGregor" reivindicando así un origen nobiliario en la Escocia de los Highlands, aunque hay escasas posibilidades de que su familia tuviera tal linaje. Era vegetariano, un abierto anti-viviseccionista y no fumaba. Se sabe con certeza que sus intereses principales eran la magia y la teoría de la guerra, su primer libro fue una traducción de un manual militar francés.
Mathers fue introducido en una orden francmasónica por un vecino, el alquimista Frederik Holland, y fue iniciado en la Logia di Hengist No. 195 el 4 de octubre de 1877. El 30 de enero de 1878 alcanzó el grado de  maestro masón y en 1882 fue admitido en la Societas Rosicruciana in Anglia donde se le concedió el 8º grado en poco menos de cuatro años. 
Su esposa fue Moina Bergson (también conocida como Mina Bergson, Moina Mathers, Mina Mathers), hermana del filósofo Henri Bergson. 
Mathers era políglota, además de su lengua materna, el inglés, sabía leer y traducir varios idiomas, incluyendo , francés, latín, griego antiguo, hebreo, gaélico y copto. Sus traducciones de libros tales como El Libro de la Magia Sagrada de Abramelin el Mago, La Cábala Desvelada, La Llave del Rey Salomón o La Llave Menor de Salomón lo hicieron muy criticado respecto a la calidad de sus traducciones, así como responsable de hacer extensamente disponible materias oscuras e inaccesibles al mundo de habla inglesa no docto. Desde la publicación de las obras de Mathers, éstas han tenido considerable influencia en el desarrollo de las ciencias ocultas y esotéricas en los países de habla inglesa. 
Además de muchos partidarios tuvo también enemigos y críticos. Uno de sus más notables enemigos fue su antiguo amigo y alumno Aleister Crowley. Crowley representó a Mathers como un villano llamado SRMD en su novela Moonchild, editada en 1929.
Mathers murió el 5 de noviembre o el 20 de noviembre de 1918. La manera de su muerte es desconocida. Su certificado de defunción no lista la causa de su fallecimiento. Violet Firth (Dion Fortune) afirmó que su muerte fue el resultado de la gran epidemia de gripe española de 1918. Los pocos hechos sabidos acerca de la vida privada de Mathers hacen que la comprobación de tales afirmaciones sean muy difíciles.